# 大里宗之
大里 宗之（おおさと むねゆき、1961年6月6日 - ）は、現代日本を代表する絵仏師。
仏画、肖像画をはじめとして、日本画、水墨画、極彩色の襖絵、屏風絵など多岐のジャンルに渡って作品を制作している。絵師の傍ら、古画修復の技術にも深い造詣を持つ。中国四大名硯の一つの歙州硯（きゅうじゅうけん）の収集家でもある。
現在、日本全国及び中国本土、香港、シンガポールなど各地の社寺、収蔵家及び個人のため、高級仏画、壁画、屏風絵、肖像画などを制作、及び各文化財等級の古画、古仏像の修復を行う。
京都佛画研究所　代表絵師。
京都日本画家協会　会員。
一般社団法人　文化財保存修復学会　正会員。
日本文化財科学会正会員
特定非営利活動法人　日本文化財保存支援機構　登録専門家（修復技術・東洋書画復元領域）。
日本画グループ「光玄会」会員。
京都ユネスコ協会　会員。

## 経歴
1961年6月6日中国の上海に生まれる。長姉、長男、次姉の四人兄弟の末っ子で、旧姓名は童宗之（どうしゅうし）。本籍は安徽省全椒県で、曽祖父の童修生の代は安徽省合肥県肥東。宗之の名前の由来は童家男系世代序列の「宗」のため、父方の祖母の龔美春（きょうびしゅん）に作られた対聯「仰頼祖宗培植厚、宗支瓜迭発生多」からになるもので、瓜の藤のように孫の成長はすくすく伸びることと子孫繁栄という祖母の願い。父の童立端（どうりったん）が中国東晋時代の書家で、書聖と呼ばれる王羲之を尊んで、「宗支」の諧音に基づき「支」を「之」に変えて名づけた。父の予期せぬことで、「宗之」は運命の日本名になった。
宗之の幼少期に、曽祖父の営んでいた私塾のもとで勉学していた国文、書道に長ける父及び江蘇塩城での随一の大豪商の裕福な家庭に生まれた母の陳月蟾（ちんげっせん）の元で、識字と国文、書道の薫陶を受けました。特にとても優しく辛抱強い母から中国古代名将韓信などの故事を聞かされ、信念と忍耐の両輪を備えた精神性に育てられた。自分の生涯に大いに役に立てたと思われる。この頃から、自身で絵を描くのが好きで、画家への憧れの心が萌え始めた。
1967年9月～1974年7月、上海市虹鎮第一小学校に入学。
1974年9月～1979年7月、父の尽力で、中高一貫校の百年名門校の上海市継光中学に越境入学（旧1898年創立した麦倫中学）。同校高校に進級の際、中国名門大学を目標にする生徒を育成する特進一班クラスに成績に準じて強制編入されたが、自分の願望と相違して悩んだ日々が続き、一年後に普通クラスに変更した。
1979年9月～1981年9月、上海益民食品一厰付属技術学校に入学。食品製造及び機械図面設計を学ぶ。
1981年9月～1985年7月、上海益民食品一厰で勤務、勤務日にも、読書、絵画教室を通う時間を確保するため、あえて重労働の故、休憩時間の取れる部署を熱望、日勤、準夜勤、夜勤の三勤交代のきついシフト勤務を経験した。
1985年、改革開放後、上海で初の四年制美術大学の上海大学美術学院設立される。中国の一人っ子政策前の多人口世代の受験応募、定員五名の中国画科の超狭門に合格。四年後の1989年9月、第一期生として卒業、学士学位を取得。
1990年3月28日、日本へ留学のために来日。一年間、大阪の関西国際学友会日本語学校（現・大阪日本語教育センター）で本格的日本語を学ぶ。卒業前にJEES日本語能力試験を受け、一級を獲得。
1991年4月～1993年3月　京都教育大学特修美術科日本画コース研究生修了。日本画の重鎮の恩師の烏頭尾精に師事。日本画の技法を習得。
1993年11月、京都佛画研究所の創業者で日本伝承佛画、肖像画の名匠の大里晃生（こうせい）の次女で、嵯峨美術短期大学日本画学科（現・美術分野日本画領域）卒業後入所した道子と結婚。婿養子の後嗣として、入所。以来、師父及び佛画、日本画画家の義母の万千代（まちよ）の下で、日本の各種伝統技法の研鑽を重ねる。
1998年1月5日、日本国に帰化。

## 作品出品
- 上海の美術大学在学中の1987年3月、上海青年美術展に「二桃三士図」中国画を出品、二等奨を受賞。

- 1998年～2016年まで、京都ユネスコ美術工芸展に日本画を毎年出品。

- 2009年第33回光玄展春季展から毎年日本画作品を出品

- 2010年2月と2012年2月、二度と日本最高名誉聖地の日本皇族・貴族の東京霞会館画廊での｢名匠五人展｣に高級佛画、肖像画を出品。

- 2010年9月第34回光玄展秋季展、「聖光」屏風絵日本画を出品。最高賞の京都府知事賞を受賞

- 2014年7月、初めて、中国南京の江蘇省工芸美術館で開催した「全国佛教大師芸術珍品展」に招待され、高級佛画作品を出品。二等奨を受賞。同じ時期に、京都文化博物館での京都日本画家協会第二期展に「追憶」日本画作品を出品。

- 2011年7月から毎年京都伏見稲荷大社本宮祭に「行灯画」献画

- 2020年7月、第十三回「伝統文化の精華展」に高級佛画を出品

### 主な代表作
佛画
- 釈迦如来図　壁画　融通念仏宗別格大本山宗祐寺　蔵　（創作佛画)

- 法華曼荼羅図　額装　法華宗大本山妙蓮寺　蔵　（創作佛画)

- 十界図　額装　勝福寺　蔵　（創作佛画)

- 釈迦涅槃図　軸装　（復元佛画)

- 六観音図　　額装　（創作佛画)

襖絵
- 富貴錦華図　水墨　大立寺　蔵

- 紅白老梅図　極彩色　宝泉寺　蔵

- 清竹虎嘯図　　水墨　宝泉寺　蔵

- 四季図　杉戸日本画　華園寺　蔵

- 中将姫　復元・新作日本画　浄土宗某寺　蔵

屏風絵
- 秋水竹影図　水墨　六曲一双

- 聖光　　日本画　四曲一隻

肖像画
- 臨済宗妙心寺派629世管長古川大航猊下

- 臨済宗妙心寺派法雲寺杉山宗玄老師頂相

- 融通念仏宗総本山大念佛寺第65世法主・融通念佛宗管長白井慈勲猊下

- シンガポール蓮山双林寺第13代住持永禪老和尚法像

- 浄土宗西山禅林寺派休務寺堀本俊明猊下

- 真宗興正派第30世門主本賢上人華園真準猊下

古画修復
- 高台寺圓徳院歌仙堂和歌古杉天井絵　復元修復

## ＴＶ・ラジオ
- TV出演：KBS京都テレビ制作の「あんぎゃでござる」https://www.kbs-kyoto.co.jp/tv/angya/バラエティ番組にタレントの森脇健児と構成作家の柳田光司と共演。２０２１年２月２８日夜10：30放送。
- 2018年2月　京都スポーツ、経済、文芸界名士の「新春対談」出演。KBS京都放送局生放送

## 講演
- 2018年3月 「佛教美術一筋」トークサロン講演。　於京都リーガロイヤルホテル

- 2018年6月　文化財保存修復学会全国大会で特許性古画修復技術「移染抜き」論文発表　於高知

- 2018年9月　文化庁文化遺産総合活用推進事業「佛画の世界」講演。於三井寺

- 2000年から現在まで、京都市醍醐老人福祉センターの「写佛」教室で20年以上ボランティア講師として指導。

## 執筆
- 1999年6月　月刊「宗教工芸新聞」に佛壇店必見―「在家用、寺院用佛画・古画修復、復元・社寺用屏風絵、襖絵・寺院本堂荘厳美術の基礎知識」掲載

- 2011年7月　季刊国宝重要文化財所有者連盟「文化財通信」に「伝承佛画の制作について」掲載

- 2015年6月～7月　月刊「宗教工芸新聞」に「正しい古画修復の在り方①、②」連載

- 2016年9月　同じ「文化財通信」に古画の「移染」について掲載

- 2018年5月　月刊「人民中国」に「日中の技を古画文化財に活かす」掲載

## 報道
- 京都新聞、中外日報、文化時報、ＴＮＳ経営情報誌THE　EAGLE、宗教工芸新聞など多数取材、報道記事掲載。

## 社業活動
- 結婚後、様々な社業活動を行った。工房従来蓄積しきた技術を基盤にし、襖絵、古画修復・復元、社寺荘厳制作の分野にも強化
- 1996年1月　自社制作の全宗派手描在家用佛画を網羅した「在家用佛画集成」を自制編纂
- 1997年創業30周年記念「伝承佛画の流れ展」を開催
- 1997年10月　日本最大佛具製造、卸売メーカーZ社と業務提携
- 1999年2月　制作内容の拡大のため、新工房社屋完成
- 1999年4月28日　有限会社に法人化、宗之を代表とする
- 1999年5月　佛具関連メーカーの宗教用具研究会の第25回「宗研」展示会に初出展、以後2002年28回までに出展
- 2000年1月　京都佛画研究所ＨＰ本格的にオープン
- 2000年7月　敦煌蔵経洞発見100周年記念行事の「佛壇の道・道具千品展」へ招待出品（於：敦煌研究院）
- 2000年12月　家具調佛壇の先駆けのメーカーY社と業務提携
- 2007年12月　創業40周年記念展を開催（於：みやこメッセ）
- 2009年1月　自社のそれまでの古画修復の作品をジャンル別に纏めた「古画修復総覧」を自制編纂
- 2012年6月～2013年3月　京都府、京都産業21主催の上海世貿商城常設展示場「日本　京都館」出展
- 2015年　 　宗之が古画修復技術の一つとして、独有の「移染抜き」（イセンヌキ）技術を編み出す
- 2017年10月　古画修復専用作業工房「東洋文化財古画修復所」を新しく構築
- 2017年12月　創業50周年記念展を開催（於：京都文化博物館）
- 2019年5月　中国厦門（アモイ）国際佛事用品春季展覧会　初出展

## 親族歴史人物
- 王亜樵（おうあしょう、1889年-1936年）。中国近代史民国時期の上海灘を震撼させた「斧頭幇」の幇主で、中国近代史の第一の伝奇的な俠客と愛国志士。親族続柄：曽祖父の童修生の妹の息子（甥）。父の童立端のおじに当たる。